# Abdul Razak Hussein
Tun Abdul Razak bin Haji Dato' Hussein (1922-1976) foi o primeiro-ministro da Malásia de 1970 até 1976.
Foi eleito para a legislatura nacional em 1959, ocupando os cargos de vice-primeiro-ministro e Ministro da Defesa de 1959 até 1970. Em 1970, passou a ser primeiro-ministro e Ministro de Assuntos Exteriores, tomando o lugar de Abdul-Rahman Putra.
Enquanto tentava reduzir as tensões raciais, promoveu a economia malaia, o Islã e a língua malaia.